# داگنی سروائس
داگنی سِروائِس (آلمانی: Dagny Servaes; ۱۰ مارس ۱۸۹۴ – ۱۰ ژوئیهٔ ۱۹۶۱) بازیگر تئاتر و بازیگر سینمای آلمانی-اتریشی بود.
از فیلم‌ها یا برنامه‌های تلویزیونی که وی در آنها نقش داشته‌است می‌توان به پتر کبیر و آدم و حوا اشاره کرد.